# Cabinet Vogel III (Thuringe)
Pour les articles homonymes, voir Cabinet Vogel.
Le troisième gouvernement de Bernhard Vogel a été un gouvernement du Land allemand de Thuringe. Il a été formé le 1er octobre 1999 par Bernhard Vogel et était soutenu par la seule Union chrétienne-démocrate d'Allemagne (CDU). Son mandat a pris fin le 5 juin 2003.
Il a succédé au deuxième gouvernement Vogel et a été remplacé par le premier gouvernement Althaus.

## Composition
| Poste                                                                          | Ministre            | Ministre                                | Parti |
| ------------------------------------------------------------------------------ | ------------------- | --------------------------------------- | ----- |
| Ministre-président                                                             |                     | Bernhard Vogel                          | CDU   |
| Vice-Ministre-président                                                        |                     | Andreas Trautvetter                     | CDU   |
| Ministre de l'Intérieur                                                        |                     | Christian Köckert jusqu'au 20/11/2002   | CDU   |
| Ministre de l'Intérieur                                                        | Andreas Trautvetter |                                         | CDU   |
| Ministre des Finances                                                          |                     | Andreas Trautvetter jusqu'au 20/11/2002 | CDU   |
| Ministre des Finances                                                          | Birgit Diezel       |                                         | CDU   |
| Ministre de la Justice                                                         |                     | Andreas Birkmann jusqu'au 11/10/2002    | CDU   |
| Ministre de la Justice                                                         | Karl Heinz Gasser   |                                         | CDU   |
| Ministre de l'Économie, du Travail et des Infrastructures                      |                     | Franz Schuster                          | CDU   |
| Ministre de l'Agriculture, de la Protection de la nature et de l'Environnement |                     | Volker Sklenar                          | CDU   |
| Ministre des Affaires sociales, de la Famille et de la Santé                   |                     | Frank-Michael Pietzsch                  | CDU   |
| Ministre des Affaires fédérales et européennes                                 |                     | Jürgen Gnauck                           | CDU   |
| Ministre de l'Éducation                                                        |                     | Michael Krapp                           | CDU   |
| Ministre de la Science, de la Recherche et de la Culture                       |                     | Dagmar Schipanski                       | CDU   |